# Ахияров Каміль Шаєхмурзинович
Камі́ль Шаєхмурзи́нович Ахия́ров (*19 лютого 1930, Верхнє-Манчарово Ілішевського району Башкирської АССР), педагог.
Доктор педагогічних наук (1974), професор (1976).
Заслужений діяч науки РРФСР (1982), Башкирської АССР (1980), заслужений вчитель школи Башкирської АССР (1960).

## Біографічні відомості
Закінчив Башкирський державний педагогічний інститут імені Климента Тимірязєва (1951).
Працював вчителем, директором Челкаковськой середньої школи Бураєвського району (1951–1963), проректором і ректором Бірського державного педагогічного інституту (1963–1989), з 1989 завідувач кафедри наукових основ управління школою Башкирського державного педагогічного інституту.
Ахияров визначив зміст, розробив форми і методи трудової політехнічної підготовки радянських школярів з урахуванням регіональних і етнонічних традицій. Голова президії Башкирського відділення Педагогічного товариства РФ (див. Наукові товариства), діючий член Міжнародної академії гуманізації освіти (1995).
Автор більше 300 наукових праць.
Нагороджений орденами Трудового Червоного Прапора (1971) та «Знак Пошани» (1966).

## Твори
- Подготовка школьников к труду. Пермь, 1974;
- Трудовое воспитание в сельской школе. Уфа, 1980;
- Политехническая направленность обучения основам наук в общеобразовательной школе. М., 1990; Школа-труд-рынок. Уфа, 1994 (співавт. Р. В. Альмухаметов).